# Kraljevstvo Sussex
Kraljevina Sussex ili Kraljevstvo Južnih Saksonaca (staroengleski: Sūþseaxna rīce) bila je naseobina, a potom nezavisno kraljevstvo Sasa na južnoj obali Britanije. 
Granice su joj se podudarale s onima britskog keltskog kraljevstva Regnensesa te grofoviji Sussexu. U starim vremenima njen je teritorij velikim dijelom pokrivala šuma Andred. Prema Anglosaskoj kronici. ta ke šuma bila 120 milja široka i 30 se milja prostirala u dubinu teritorija (iako je vjerojatno bila široka 90 milja). Nastanjivali su ju vukovi, divlje svinje te vjerojatno medvjedi.  Bila je tako gusta da ni Knjiga Sudnjeg dana nije zabilježila sva njena naselja.
Južnim Sasima vladali su kraljevi ovog kraljevstva.

## Povijesni razvitak
- Britanija u vrijeme Gildasa 540. godine.
- Narodi na Britaniji oko 600. godine.
- Zastava okruga Sussexa iz 16. st.